# Joseph Goguen
Joseph Amadee Goguen (, 28 de junho de 1941 – San Diego, 3 de julho de 2006) foi um cientista da computação americano. Ele era professor de Ciência da Computação na Universidade da Califórnia e na Universidade de Oxford e trabalhou como pesquisador na IBM e na SRI International.
O trabalho realizado por Goguen foi uma das aproximações mais precoces para a caracterização algébrica de tipos de dados abstratos e ele originou e ajudou a desenvolver a família OBJ das linguagens de programação. Ele foi autor da obra A Categorical Manifesto (Um Manifesto Categórico) e fundador  e editor-chefe do Journal Of Consciousness Studies (Jornal dos Estudos da Consciência). Seu desenvolvimento em teoria institucional impactou o campo da lógica universal. Implicações padrões nos produtos da Lógica difusa são chamadas de "Implicações de Goguen." "Categorias de Goguen" receberam esse nome em sua homenagem.

## Educação e carreira acadêmica
Goguem recebeu da Universidade de Harvard o seu grau de bacharelado em matemática em 1963, e PhD em matemática da Universidade da Califórnia, Berkeley em 1968, onde ele foi aluno do fundador da Teoria de Conjuntos Difusos Lotfali Askar-Zadeh.
Ensinou na UC Berkeley, na Universidade de Chicago e na Universidade da Califórnia, Los Angeles, onde foi professor de ciência da computação. Tomou parte na Sociedade de Pesquisadores nas Ciências Matemáticas no Centro de Pesquisas IBM Watson, onde organizou o grupo "ADJ". Ele também visitou a Universidade de Edimburgo na Escócia em três visitas de seu grupo.
De 1979 até 1988, Goguen trabalhou na SRI International no Parque Menlo, Califórnia. De 1988 até 1996, foi professor no Laboratório de Computação da Universidade de Oxford (atualmente conhecido como o Departamento de Ciência da Computação da Universidade de Oxford) na Inglaterra e como Fellow no St Anne's College, em Oxford. Em 1996 ele se tornou professor de Ciência da Computação na Universidade da Califórnia, emSan Diego.

## Áreas de pesquisa
Os interesses de pesquisa de Goguen incluíam a Teoria das Categorias (um ramo da matemática), engenharia de software, lógica difusa, semântica algébrica, design de Interface do utilizador, semiótica algébrica, e os aspectos sociais e éticos da ciência e da tecnologia.
Lotfali Askar-Zadeh descreveu a aproximação de Goguen em 1968 da "Lógica de Conceitos Inexatos" como inspiradora para o campo da lógica difusa. 
A pesquisa realizada por Goguen em 1970 foi uma das mais precoces aproximações na caracterização de Teoria dos autômatos. Seu estudo com Thatcher, Wagner e Wright (também nos anos 70) foi um dos primeiros trabalhos a formalizar a base algébrica para a abstração de dados.
No início da década de noventa, Goguen e Burstall desenvolveram a teoria da instituição. Essa teoria impactou o desenvolvimetno da lógica universal e tornou-se um de seus aspectos mais estudados. O termo "Goguenismo Carnapiano" é usado para se referir à aplicação de instituições à ontologias.
Goguen também estudou a filosofia da computação e informação, métodos formais (especialmente álgebra escondida e Prova automática de teoremas). Ele escreveu uma retrospectiva de seu trabalho e o seu contexto, Atirando Flores Algébricas na Grande Divisa (Tossing Algebraic Flowers Down the Great Divide).

## Visões pessoais
Goguen era praticante do budismo tibetano. Especificamente, desde o início dos anos 70, ele era estudante de Chögyam Trungpa e, após a morte de Chögyam em 1986, de seu filho Sakyong Mipham. 

## Livros
- Goguen, Joseph A., "Algebraic Semantics of Imperative Programs"  ISBN 978-0262071727 MIT Press 1996
- Goguen, Joseph A., Malcolm, Grant "Software Engineering with OBJ" ISBN 978-1441949653 Springer 2000
- Kokichi Futatsugi et al. "Algebra, Meaning, and Computation: Essays dedicated to Joseph A. Goguen" ISBN 978-3540354628 Springer 2006

## Publicações Selecionadas
- Goguen, J.A., "L-fuzzy sets". Journal of Mathematical Analysis and Applications 18(1):145–174, 1967.
- Goguen, J.A., "The logic of inexact concepts". Synthese 19(3/4):325–373, 1969.
- Goguen, J.A., and J. Thatcher. "Initial algebra semantics". In Proceedings,Fifteenth Symposium on Switching and Automata Theory, pages 63{77. IEEE,1974.
- Goguen, J.A., J. Thatcher, and E. Wagner. "An initial algebra approach to the specication, correctness and implementation of abstract data types". In Raymond Yeh, editor, Current Trends in Programming Methodology, IV, pages 80–149. Prentice Hall, 1978.
- Goguen, J.A., A Categorical Manifesto. Mathematical Structures in Computer Science, 1(1):49–67, 1991.
- Goguen, J.A. (editor), Art and the Brain. Journal of Consciousness Studies, 6(6/7), June/July 1999.